# Reinhold Friedl (Autor)

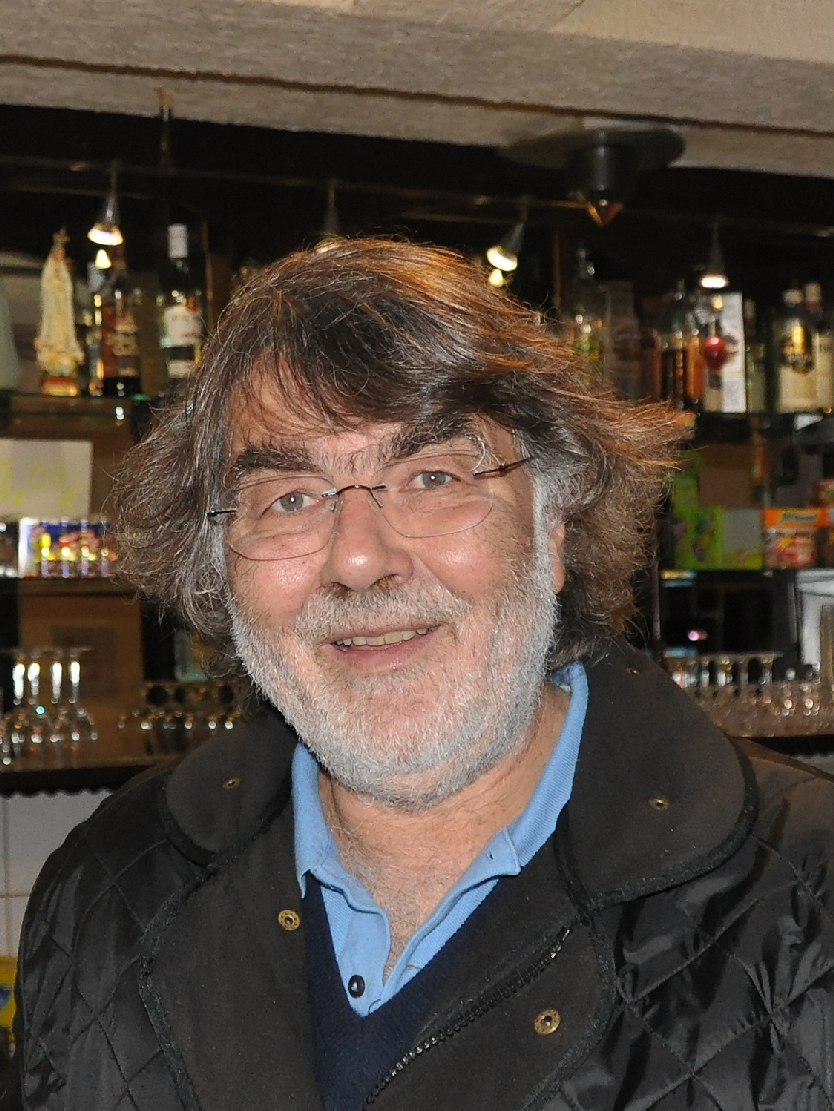
Reinhold Friedl (2012)

Reinhold Friedl (* 1948 in Hamburg) ist ein deutscher Politologe, Sozialwissenschaftler und Krimi-Autor. Er hat als Oberstudienrat, als Polizeivollzugsbeamter beim BGS, als Referatsleiter in der Präsidialabteilung der Hamburger Schulbehörde (u. a. EU und Internationale Angelegenheiten) und als Internationaler Beamter bei den Vereinten Nationen in Genf, Paris und Afrika gearbeitet, beim UN-Hochkommissar für Flüchtlinge (UNHCR) und UNESCO. Promovierter Politik- und Sozialwissenschaftler (Dr. rer. pol.), Hon. Professor der Carl-von-Ossietzky Universität Oldenburg, Center for Migration, Education and Cultural Studies (CMC). Leiter der UNO-Flüchtlingshilfe für Norddeutschland.

## Werke
- mit Karl Drewes und Peter Mordhorst: Die Entwicklung der Hamburger Jungsozialisten von 1969 bis 1973. SDW-Druck-und-Verlag, Hamburg 1974.
- Erziehung und Ausbildung für Flüchtlinge in Afrika. Institut für Afrika-Kunde, Hamburg 1987

### Kriminalromane
- Das Evangelium aus dem Herodesgrab. Isensee. Oldenburg. 2017
- Tödliche Schriftrollen vom Nil. Schardt, Oldenburg 2012.
- Die große Hochzeit. Schardt, Oldenburg 2010.
- Genfer Schlendertage. Schardt, Oldenburg 2008.
- Tödliches Tabu. Elbe-Weser-Krimi. Schardt, Oldenburg 2005, ISBN 3-89841-189-3.